# Sæby Fiske-Industri
A/S Sæby Fiske-Industri er en dansk producent af makrelkonserves, der er lokaliseret i Sæby. Virksomheden blev etableret på Sæby Havn i 1955, mens historien går tilbage til 1947. I 1982 flyttede virksomheden til Gyldendalsvej. Siden 2012 har virksomheden været majoritetsejet af Vanggaard Fonden, mens Richard Wydra er mindretalsaktionær. Der er ca. 155 fuldtidsansatte i Sæby Fiske-Industri. Virksomhedens eneste produkt er makrelkonserves, der fremstilles i 35 forskellige varianter. Årligt produceres 150 mio. dåser, hvoraf 85 % eksporteres.